# Leucochrysa championi
Leucochrysa championi är en insektsart som beskrevs av Navás 1914. Leucochrysa championi ingår i släktet Leucochrysa och familjen guldögonsländor. Inga underarter finns listade i Catalogue of Life.